# 呉文炳
呉 文炳（くれ ふみあき、1890年（明治23年）5月3日 - 1981年（昭和56年）11月18日）は、日本の経済学者、経済学博士（慶應義塾大学）。日本大学第4代総長、日本大学理事長、貴族院議員。広島県呉市名誉市民。

## 経歴
東京府東京市麹町区で、統計学者の呉文聰・やす夫妻の四男として生まれる。麹町尋常高等小学校（現・千代田区立麹町小学校）を卒業。1913年（大正2年）に慶應義塾大学部法律科を卒業すると母校の予科講師・三菱銀行勤務を経て、渡米してシカゴ大学とコロンビア大学へ留学。
帰国した後、立教大学商学部（現・経済学部、経営学部）教授に就任し、信託業や信託法を講義したが、これは未だ信託業が日本において重要視されていない時代に先駆けて開設された講座であった。
1927年（昭和2年）に創立された三菱信託へ入社し、同社に勤務しながら立教大学教授も引き続き務め、さらに法政大学と専修大学に出講するなど信託業務の実務と普及に携わった。1932年（昭和7年）京都帝国大学より経済学博士を取得（論文タイトルは『信託ノ経済的本質並ニ信託業経営ニ関スル諸問題』）。東京帝国大学1935年（昭和10年）東京帝国大学経済学部講師となった後、1939年（昭和14年）に日本大学へ移って商経学部教授に就任。日大では商経学部長・理事・学長を歴任して、1946年（昭和21年）に日本大学第4代総長に就任。日大総裁→理事長→会頭も兼任しながら、戦争で疎開した日大各学部のキャンパス確保や整備を古田重二良理事長と共に東奔西走し、その一方で1946年（昭和21年）7月8日には貴族院議員に勅選され日本国憲法の審議に関わり、交友倶楽部に所属して1947年（昭和22年）5月2日の貴族院廃止まで在任した。
1958年（昭和33年）に日本大学会頭を古田に総長を永田菊四郎にそれぞれ譲り、自らは総裁として名目的な地位にとどまった。また大学設置審議会・私立学校審議会委員や神奈川県公安委員を務め、文学や演劇史にも関心を持ち『日本演劇の起源』などの著作を残している。1975年（昭和50年）には広島県呉市の名誉市民第一号となった。また、著作に『江の島錦絵集成』があるように、江の島に関する浮世絵を収集していた。そのコレクションは1980年（昭和55年）市政40周年を記念して藤沢市に寄贈され、2016年（平成28年）に開館した藤沢市藤澤浮世絵館の中核となっている。1981年（昭和56年）に91歳で死去。

## 人物
生家の呉家は、学者の家系として著名な箕作家に連なり、祖父・呉黄石は蘭学者で、津山藩の蘭学者箕作阮甫の弟子で娘婿にあたる、後年は安芸藩の藩医にもなった。父の呉文聰は「国勢調査の父」と謳われた統計学者で、叔父・呉秀三は、日本で初めて精神医学と精神医療を確立し「精神医学の父」と謳われた。書家の日高秩父は義叔父。
兄は内科学者の呉建。妻は荵、長男は正恭（日本大学芸術学部教授）長女は直子（伊東基保に嫁ぐ）次男は直彦（医師　呉内科診療所長）。
父方の従弟に西洋古典学者の呉茂一と文部官僚の日高第四郎がおり、母方の従弟に歌手の高英男がいる。

## 栄典
- 勲一等瑞宝章（1965年11月）[11]

## 著書
- 『投資信託の研究 米国信託業十二講』（久我書房）
- 『経済問題としての信託』（叢文閣）
- 『金融論』（巌松堂書店）
- 『銀行論』（日本評論社）
- 『信託金融論 現代金融経済全集第二十二巻』（改造社）
- 『経済学全集 第三十七巻 商業学 上』（改造社）
- 『呉文聰統計学論文選集』（日本経営史研究所）
- 『江戸社会史』（啓明社）
- 『日本演劇の起源』（啓明社）
- 『国書聚影』（理想社）
- 『呉文炳蒐集手蹟目録』（理想社）
- 『江の島錦絵集成』（理想社）
- 『随筆むらさきぐさ』（理想社）
- 『余沫集』（演劇出版社）
- 『定家珠芳』（理想社）